# Transatlantic Dialogue Center
Das Transatlantic Dialogue Center (TDC, ukrainisch Центр трансатлантичного діалогу) ist eine unabhängige ukrainische Denkfabrik, die sich mit politischen Analysen, Projektaktivitäten und Beratung im Bereich Außenpolitik und Kommunikation befasst.

## Tätigkeiten
Seit dem Beginn der großangelegten russischen Invasion in der Ukraine startete das TDC eine Kampagne zur Informierung von ausländischen Regierungen und NGOs über die Lage in der Ukraine. Die Analytiker des Centers veröffentlichten zahlreiche Artikel und gaben Kommentare für die weltweit größten Medien ab.
Zu den Prioritäten der Arbeit des Transatlantic Dialogue Center gehört auch die Organisation von Informationsreisen in die Ukraine für ausländische Journalisten, Politiker, Jugendorganisationen und NGOs.
Im März 2022 erarbeitete das TDC eine Broschüre mit einer Liste der beschädigten und zerstörten Kulturerbestätten in der Ukraine, was den Anfang der Dokumentation von Russlands Verbrechen gegen die Weltkultur markierte.
Das TDC gehörte zu den unterzeichnenden Organisationen eines Appells ukrainischer NGOs an die Europäische Union, in dem dazu aufgerufen wurde, der Ukraine den Status eines EU-Beitrittskandidaten zu gewähren.
In Zusammenarbeit mit der soziologischen Forschungsgruppe Rating führt das TDC landesweite Umfragen durch, um die Erwartungen der ukrainischen Bevölkerung an den Wiederaufbau, ihre Wahrnehmung des Krieges, mögliche Wege zum Frieden und dauerhafte Sicherheitsgarantien zu ermitteln.
Seit 2023 beschäftigt sich die Organisation auch mit der Forschung zum Wiederaufbau der Ukraine nach dem Krieg.